# Rivière Goodwood
Rivière Goodwood är ett vattendrag i Kanada.   Det ligger i provinsen Québec, i den östra delen av landet, 1 200 km nordost om huvudstaden Ottawa.
Omgivningarna runt Rivière Goodwood är i huvudsak ett öppet busklandskap. Trakten runt Rivière Goodwood är nära nog obefolkad, med mindre än två invånare per kvadratkilometer.